# رایموندو فرومتا
رایموندو فرومتا (اسپانیایی: Raimundo Frometa‎؛ زادهٔ ۱۵ ژوئن ۱۹۵۵) بازیکن فوتبال اهل کوبا بود.
وی همچنین در تیم ملی فوتبال کوبا بازی کرده است.